# Henry Becque
Henry François Becque (n. 9 aprilie 1837 - d. 12 aprilie 1899) a fost un dramaturg francez, reprezentant al dramaturgiei naturaliste.

## Opera
- 1867: Sardanapal ("Sardanapale");
- 1868: Copilul minune ("L'Enfant prodigue");
- 1882: Corbii ("Les corbeaux");
- 1885: Pariziana ("La parisienne");
- 1887: Sonete melancolice ("Sonnets mélancoliques");
- 1890: Dispute literare ("Querelles littéraires");
- 1895: Amintirile unui autor dramatic ("Souvenirs d'un auteur dramatique").